# 大安駅 (三重県)
大安駅（だいあんえき）は、三重県いなべ市大安町大井田にある、三岐鉄道三岐線の駅である。ナンバリングはS09。 第1回中部の駅百選に選出されている。

## 歴史
- 1931年（昭和6年）7月23日：大井田駅として開業[1]。
- 1986年（昭和61年）3月25日：現在地へ移転、大安駅に改称[1]。
- 1997年（平成9年）4月：構内に鉄道図書コーナーを設置[2]。

## 駅構造

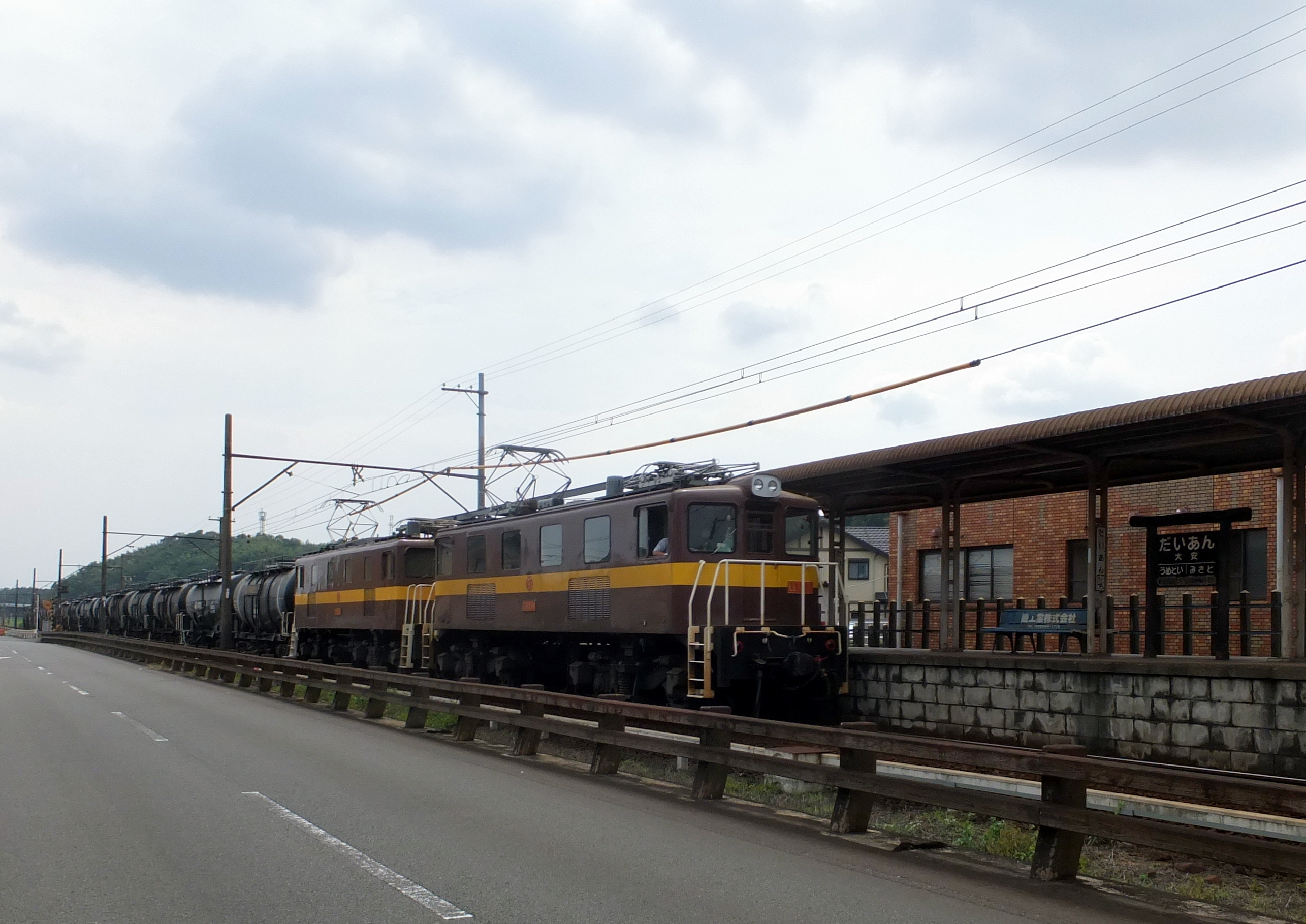
大安駅を通過する貨物列車。駅裏側は道路と並行する（2015年）

単式ホーム1面1線を持つ地上駅。入って右側には三岐観光、左側にはいなべ市大安図書館（旧・大安町中央図書館）がある。
駅舎は駅移転時に旧大安町の資金負担で建設されたもので、図書館が併設されているが、鉄道駅に併設されていることもあって鉄道図書のコーナーがある。また、開業時から駅前広場・水洗トイレなどが整備されている。

## 利用状況
「三重県統計書」によると、1日の平均乗車人員は以下の通りである。
| 年度   | 一日平均 乗車人員 |
| ------ | ----------------- |
| 1997年 | 336               |
| 1998年 | 330               |
| 1999年 | 311               |
| 2000年 | 312               |
| 2001年 | 319               |
| 2002年 | 350               |
| 2003年 | 389               |
| 2004年 | 431               |
| 2005年 | 440               |
| 2006年 | 443               |
| 2007年 | 465               |
| 2008年 | 459               |
| 2009年 | 402               |
| 2010年 | 399               |
| 2011年 | 383               |
| 2012年 | 411               |
| 2013年 | 454               |
| 2014年 | 437               |
| 2015年 | 456               |
| 2016年 | 444               |
| 2017年 | 446               |
| 2018年 | 452               |
| 2019年 | 403               |

## 駅周辺
駅西側は工業地、駅東側は田畑が広がる。駅北側を宇賀川が流れ、その向こう岸には運動公園がある。東海環状自動車道と国道475号は駅から東へやや離れた所を通り、その横を員弁川が流れる。西へ抜けると三重県道140号四日市菰野大安線に至るが、こちらも駅からやや離れた所を通る。
- いなべ市役所 大安支所（旧・大安町役場）
- 大安スポーツ公園
  - 体育館
  - 野球場
  - テニスコート
  - 運動場
- 前山公園 - 駅南側、工業地の隅にある公園。
- 東海コンクリート工業 本社・工場
- デンソー 大安製作所
- 大井田城跡
- いなべ市福祉バス「大安駅」停留所 - 石榑線
- 宇賀川

## 隣の駅
三岐鉄道
S 三岐線
梅戸井駅(S08) - 大安駅(S09) - 三里駅(S10)